# 木曽東
木曽東（きそひがし）は、東京都町田市の町名。現行行政地名は木曽東一丁目から四丁目（住居表示区域）。郵便番号は194-0036。

## 地理
町田市の中西部に位置する。
東には本町田、木曽町、旭町二丁目、南には森野四丁目、六丁目、神奈川県相模原市南区古淵四丁目、西には神奈川県相模原市南区古淵一丁目、木曽西一丁目、北には木曽西四丁目、五丁目、山崎一丁目がある。

### 住宅地
東京都住宅供給公社の木曽住宅・町田木曽住宅（いずれも4丁目の大部分）・境川住宅（2丁目の大部分と3丁目の一部）や、都営木曽森野第1アパート（1丁目の南部）などの大規模集合住宅が多く存在し、戸建住宅街は主に北部や中心部に広がる。

### 河川

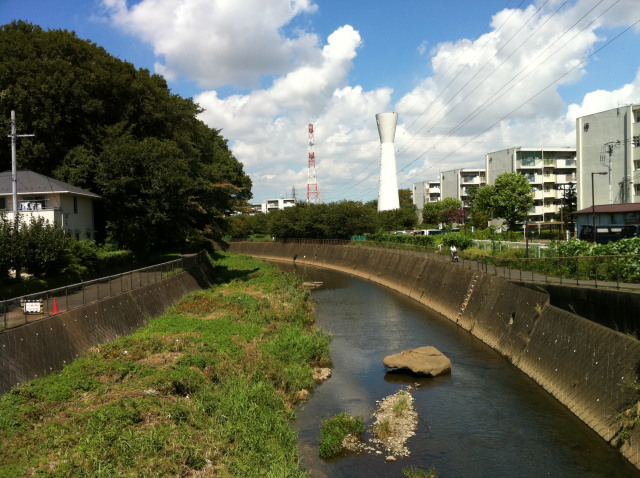
境川（木曽東2丁目）

- 境川 - 神奈川県相模原市との都県境付近を流れる。

### 地価
住宅地の地価は、2014年（平成26年）1月1日の公示地価によれば、木曽東3-24-15の地点で15万4000円/m2となっている。

## 歴史

### 沿革
- 2007年（平成19年）12月1日 - 木曽町、根岸町、山崎町、本町田の一部で住居表示を実施し、木曽東一〜四丁目を新設。

## 世帯数と人口
2018年（平成30年）1月1日現在の世帯数と人口は以下の通りである。
| 丁目         | 世帯数    | 人口     |
| ------------ | --------- | -------- |
| 木曽東一丁目 | 2,144世帯 | 4,622人  |
| 木曽東二丁目 | 1,506世帯 | 2,353人  |
| 木曽東三丁目 | 1,707世帯 | 3,431人  |
| 木曽東四丁目 | 2,864世帯 | 4,793人  |
| 計           | 8,221世帯 | 15,199人 |

## 小・中学校の学区
市立小・中学校に通う場合、学区は以下の通りとなる。
| 丁目         | 番地                                                  | 小学校                 | 中学校                 |
| ------------ | ----------------------------------------------------- | ---------------------- | ---------------------- |
| 木曽東一丁目 | 全域                                                  | 町田市立忠生第三小学校 | 町田市立町田第三中学校 |
| 木曽東二丁目 | 1～6番                                                | 町田市立忠生第三小学校 | 町田市立町田第三中学校 |
| 木曽東二丁目 | 7～13番                                               | 町田市立木曽境川小学校 | 町田市立木曽中学校     |
| 木曽東三丁目 | 16番 18番1～29号 18番49～51号 19～21番                | 町田市立木曽境川小学校 | 町田市立木曽中学校     |
| 木曽東三丁目 | 11番、17番 18番30～48号 22～28番 29番1～31号 30～35番 | 町田市立忠生第三小学校 | 町田市立木曽中学校     |
| 木曽東三丁目 | 1～10番 12～15番 29番32～43号                         | 町田市立忠生第三小学校 | 町田市立町田第三中学校 |
| 木曽東四丁目 | 全域                                                  | 町田市立忠生第三小学校 | 町田市立町田第三中学校 |

## 交通

### 鉄道
JR横浜線古淵駅が最寄駅である。

### 路線バス
神奈川中央交通により、以下の路線が運行されている。
- 町田街道沿い
  - 「木曽住宅」バス停留所などから町田バスセンター行き（一部便は町田ターミナル行き）、鶴川駅行き、淵野辺駅北口行き、橋本駅北口行き（一部便は多摩境駅経由）などがある。
- 町田駅前通り沿い
  - 「境川団地」バス停留所などから町田バスセンター行き（一部便は町田ターミナル行き）、古淵駅行き、淵野辺駅北口行きなどがある。

### 道路・橋梁
- 東京都道47号八王子町田線（町田街道）
- 町田駅前通り
- 団地いちょう通り
- 境川自転車歩行者専用道路（境川ゆっくりロード）

## 施設
行政
- 町田市境川クリーンセンター
- 東京都水道局 町田サービスステーション

文化
- 木曽森野コミュニティセンター
- 木曽子どもクラブ きそっち

教育
- 小学校
  - 町田市立忠生第三小学校
- 幼稚園
  - きそ幼稚園
- 認定こども園
  - 境川幼稚園
- 保育園
  - 木曽保育園

商業
- スーパー三和 木曽店
- スーパー三和 境川店
- ウエルシア 町田境川店

結婚式場
- パトリック・キソ・ガーデン

警察
- 町田警察署木曽交番

郵便局
- 町田木曽郵便局

金融機関
- きらぼし銀行 町田木曽支店

病院
- 町田病院

公園
- 木曽富士見公園

神社
- 木曽八坂神社